# Hanko Open 1988
L'Hanko Open 1988 è stato un torneo di tennis facente parte della categoria ATP Challenger Series nell'ambito dell'ATP Challenger Series 1988. Il torneo si è giocato a Hanko in Finlandia dal 18 al 24 luglio 1988 su campi in terra rossa.

## Vincitori

### Singolare
Lawson Duncan ha battuto in finale  Christer Allgårdh con il punteggio di 6–2, 6–4

### Doppio
Morten Christensen /  Michael Tauson hanno battuto in finale  Joakim Berner /  Tomas Nydahl con il punteggio di 6–2, 6–1